# Argyrogrammana saphirina
Argyrogrammana saphirina is een vlindersoort uit de familie van de prachtvlinders (Riodinidae), onderfamilie Riodininae.
Argyrogrammana saphirina werd in 1887 beschreven door Staudingerl.